# Pala del Moro
La Pala del Moro és una pala del terme de Conca de Dalt, al Pallars Jussà, dins de l'antic terme d'Hortoneda de la Conca, en territori de l'antic poble d'Herba-savina.
Està situada a sota i al nord de la Pala de la Tellera i de les Collades de Dalt, al nord-oest del Clot de Todó i al damunt i migdia d'Estobencs i el Tossalet.